# Ferdinand Domela Nieuwenhuis

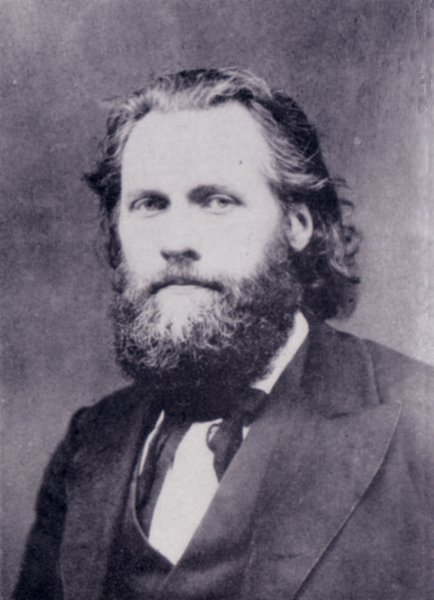
Ferdinand Domela Nieuwenhuis, um 1875

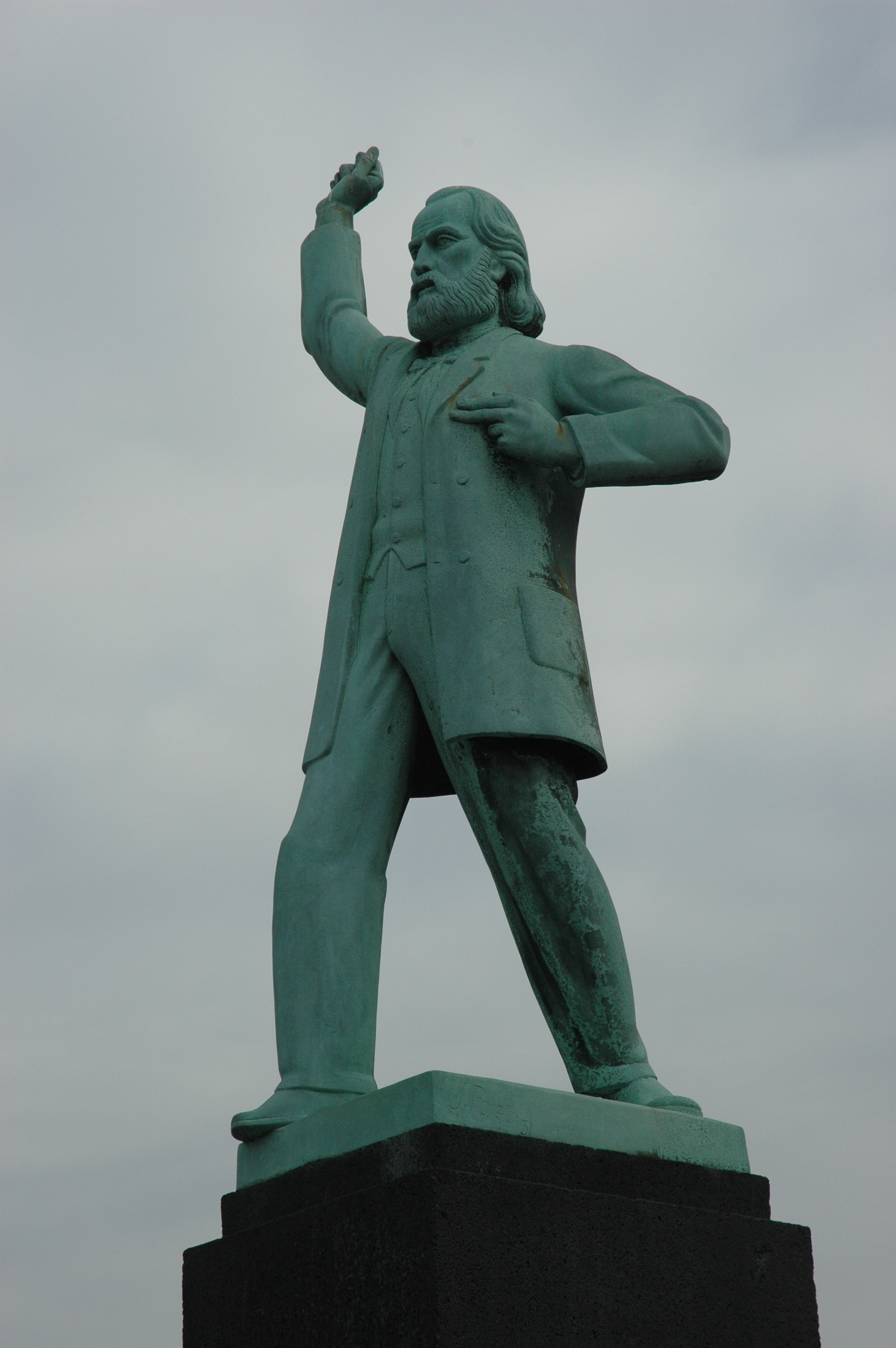
Ferdinand Domela Nieuwenhuis, Denkmal, Amsterdam, Nassauplein

Ferdinand Domela Nieuwenhuis anhörenⓘ (* 31. Dezember 1846 in Amsterdam; † 18. November 1919 in Hilversum) war ein niederländischer sozialistischer Politiker.

## Leben und politische Karriere
Nieuwenhuis Vater war Professor am lutherischen Seminar in Amsterdam. Er studierte Theologie in Amsterdam und war von 1870 bis 1879 Pfarrer der evangelisch-lutherischen Kirche. Er war in diesen Jahren schon pazifistisch gesinnt. Mit der Zeit erkannte er die Widersprüche des Christentums. Nach seinem Austritt aus der Kirche schloss er sich pazifistischen und sozialistischen Bewegungen an. Er gründete 1879 eine Zeitschrift mit dem Titel Recht voor Allen (Recht für alle), bei der er bis 1898 als Redakteur arbeitete. Am 1. Januar 1882 wurde Christiaan Cornelissen Mitredakteur der Zeitschrift. Nach einem nicht von ihm selbst geschriebenen Artikel in diesem Blatt musste er 1886 ein Jahr Gefängnis absitzen wegen Majestätsbeleidigung. Am 6. Januar 1881 schickte Domela Nieuwenhuis Karl Marx sein Buch Kapitaal en Arbeid, eine Zusammenfassung von Das Kapital mit gedruckter und handschriftlicher Widmung. Marx machte zahlreiche Anstreichungen und Anmerkungen in seinem Exemplar. Nach seiner Freilassung besuchte er einige prominente Sozialisten im Ausland, u. a. Friedrich Engels. 1898 gründete er eine neue Zeitschrift, De Vrije Socialist, sie erschien bis zum Jahr 1993 mit wechselnden Titeln.
Von 1888 bis 1891 war er Mitglied der Zweiten Kammer des niederländischen Parlaments, obwohl er das parlamentarische System ablehnte. Er besuchte Kongresse der Sozialistischen Internationale und propagierte das Recht auf Wehrdienstverweigerung. Er kann zu den Mitbegründern (1894) der damals noch ziemlich radikalen SDAP (Sociaal Democratische Arbeiders Partij, dt. Sozialdemokratische Arbeiterpartei) gerechnet werden. Schon drei Jahre später kehrte er dieser wieder den Rücken, weil er einen radikal anarchistischen und revolutionären Kurs fahren wollte. Auf den Konferenzen der Zweiten Internationale wurden 1891 und 1893 von anarchistischer Seite Resolutionen – unter Beteiligung von Domela Nieuwenhuis – eingebracht, die vorsahen, bei Kriegserklärungen zur allgemeinen Kriegsdienstverweigerung und zum Streik aufzurufen. Die Mehrheit der Zweiten Internationale meinte dagegen, dass Kriege verschwinden würden, wenn der Kapitalismus beseitigt sei. Eine Polemik gegen die anarchistische Position, namentlich Domela Nieuwenhuis, in der Zweiten Internationale formulierte Karl Liebknecht 1907 in der Programmschrift Militarismus und Antimilitarismus.
Domela Nieuwenhuis gründete 1904 die Internationale Anti-Militaristische Vereinigung (IAMV) und war nach 1900 nur noch einmal auffällig aktiv, als 1903 die Eisenbahner wegen eines Konfliktes über die Anerkennung der Gewerkschaften in den Streik traten. Dieser Streik hatte aber, wenigstens kurzfristig, keinen Erfolg. Er begrüßte die Russische Revolution von 1917, lehnte aber die Machtergreifung der Bolschewiki ab.
Ein Denkmal von ihm steht in Amsterdam am Nassauplein.
In Heerenveen ist ihm ein Museum gewidmet worden.

## Werke (Auswahl)
- Karl Marx. Kapitaal en Arbeid bewerkt door F. Domela Nieuwenhuis. Liebers & Co. 's Hage 1881.[5]
  - Capital und Arbeit. Eine gedrängte Darstellung der Marx'schen Lehre. Uebersetzt von C. Derossi. New York Labor News Company, New York 1887.
- Die verschiedenen Strömungen in der deutschen Sozialdemokratie. Harnisch, Berlin 1892.
- Mein Abschied von der Kirche. Zwei Vorträge. Zwiener, Bielefeld 1892.[6]
- Das Leben Jesu. Eine historisch-kritische Abhandlung zur Aufklärung des arbeitenden Volkes. Aus dem Holländischen ins Deutsche übersetzt von H. Harders-Bünde und Fr. Diederich-Dortmund. G. Slomke, Bielefeld 1893. Digitalisat
- Die Bibel. Ihre Entstehung und Geschichte. Eine historisch-kritische Abhandlung zur Aufklärung des arbeitenden Volkes.  2. Aufl. Durchges. u. verm. um einen Anhang: Ein neuentdecktes „Leben Jesu“. Nebst Bemerkungen zu der Frage: Buddhismus und Christenthum. G. Slomke, Bielefeld 1894.
- Krieg dem Krieg. Freier Arbeiter-Verlag, Berlin 1907.
- Van christen tot anarchist. van Holkema & Warendorf, Amsterdam 1910.
- De Internationale. (1864–1914).  Vrije Socialisten-Vereenigingen en Prop. Clubs, Amsterdam 1914.